# Нападение на автобус у Иерихона
Нападение на автобус у Иерихона — террористический акт, совершённый палестинскими арабами 30 октября 1988 года в ходе Первой интифады поблизости от древнего города Иерихон.
Двое молодых палестинцев приняли решение совершить нападение за игрой в карты в кафе в Иерихоне. Они уже были судимы за бросание бутылок с горючей смесью. Террористы изготовили бутылки со смесью клея и бензина (так называемые «коктейли Молотова», клей был нужен для того, чтобы смесь прилипала к телам жертв) и, выскочив из пальмовой плантации, бросили три из них в израильский автобус с гражданскими лицами. Проехавший перед автобусом израильский патрульный джип они пропустили и атаковать не стали.
В ходе нападения погибли пятеро израильтян, включая Рахель Вайсс, дочь известного раввина и супругу другого раввина, и её троих малолетних детей. Они перешли в заднюю часть автобуса, чтобы не мешать главе семьи изучать Тору. Было также несколько раненых, включая пару за девять лет до этого совершившую алию из Питтсбурга.
Террористы были задержаны и провели в тюрьмах много лет, но оказались освобождены в 2013 году. Роща, использовавшаяся при нападении, была уничтожена, а дома террористов снесены. Теракт существенно повлиял на настроения израильтян, и результаты прошедших уже 1 ноября парламентских выборов, которые привели к переизбранию правой партии Ликуд и возглавляемой ей коалиции.
Рахель Вайсс и её сыновья были похоронены на Елеонской горе. Частично в её честь было названо еврейское поселение Рехелим.